# Ma-KING
Ma-KING é o terceiro álbum de estúdio de Masami Okui. Foi lançado em 26 de setembro de 1997 pela King Records e possui 14 faixas.

## Produção
Okui novamente trabalhou com a dupla Toshiro Yabuki e Tsutomu Ohira, sendo todas as músicas compostas pelo trio.

## Recepção
O álbum ficou cinco semanas no Oricon Albums Chart, chegando à 12ª posição.
Ao analisar o álbum, O CD Journal elogiou a honestidade da voz da cantora, além do fato dela compor as próprias músicas.

## Faixas
| N.º            | Título                                                          | Letras         | Música              | Arranjo        | Duração |  |
| 1.             | "endless life" (de Advanced V.G. 2)                             | M. Okui        | M. Okui e T. Yabuki | T. Yabuki      | 5:28    |  |
| 2.             | "Sou da, Zettai." (de Soreyuke! Uchuu Senkan Yamamoto Yohko II) | M. Okui        | T. Yabuki           | T. Yabuki      | 4:35    |  |
| 3.             | "A&C"                                                           | M. Okui        | M. Okui             | T. Ohira       | 5:24    |  |
| 4.             | "process" (de Slayers N>EX.)                                    | M. Okui        | M. Okui             | T. Ohira       | 4:54    |  |
| 5.             | "Niji no You ni" (de Slayers N>EX.)                             | M. Okui        | M. Okui             | T. Yabuki      | 5:09    |  |
| 6.             | "spicy essence"                                                 | M. Okui        | M. Okui             | T. Ohira       | 5:21    |  |
| 7.             | "naked mind" (de Slayers N>EX.)                                 | M. Okui        | T. Yabuki           | T. Yabuki      | 4:15    |  |
| 8.             | "Precious wing"                                                 | M. Okui        | T. Yabuki           | T. Yabuki      | 5:11    |  |
| 9.             | "more than words～in my heart～" (de Slayers TRY)               | M. Okui        | M. Okui             | T. Ohira       | 6:11    |  |
| 10.            | "I can't…"                                                      | M. Okui        | T. Yabuki           | T. Yabuki      | 5:32    |  |
| 11.            | "J" (de "Jungle DE Ikou!)                                       | M. Okui        | T. Yabuki           | T. Yabuki      | 4:39    |  |
| 12.            | "Rondo-revolution (red rose version)" (de Shoujo Kakumei Utena) | M. Okui        | T. Yabuki           | T. Yabuki      | 4:34    |  |
| 13.            | "spirit of the globe" (de Jungle DE Ikou!)                      | M. Okui        | M. Okui             | T. Yabuki      | 4:41    |  |
| 14.            | "Kaze ni Fukarete"                                              | M. Okui        | M. Okui             | T. Ohira       | 4:54    |  |
| Duração total: | Duração total:                                                  | Duração total: | Duração total:      | Duração total: | 70:48   |  |